# Cerapachys piliventris
Cerapachys piliventris é uma espécie de formiga do gênero Cerapachys.